# Astrocommuter
Astrocommuter fue un diseño de 1963 de transbordador espacial realizado por Saunders Kramer, de Lockheed Corporation. Habría sido lanzado por un Saturno IB hasta la estratosfera, donde habría usado sus propios motores para alcanzar órbita. El proyecto no llegó a llamar la suficiente atención de la NASA, la USAF ni los superiores de Saunders en la Lockheed.
El avión espacial fue diseñado como un vehículo logístico para la estación espacial diseñada por aquel entonces por la Lockheed. Habría tenido 14 m de largo y una envergadura de 8,63 m, y habría sido capaz de aterrizar en una pista aérea convencional. La cabina habría sido ciega y el piloto tendría visión mediante un periscopio. Al regreso, durante la fase de vuelo subsónico, habría estado impulsado por dos motores turborreactores con combustible para una autonomía de 48 minutos, equivalente a un alcance de 574 km. 
Kramer estimó que el coste de desarrollo sería de 135 millones de dólares y afirmó que un primer vuelo podría haber tenido lugar en 1966. Sin embargo el proyecto no tuvo el apoyo suficiente como para salir adelante.